# Pozos de Hinojo
Pozos de Hinojo ist eine westspanische Gemeinde (municipio) in der Provinz Salamanca in der Autonomen Gemeinschaft Kastilien-León. 2024 hatte die Gemeinde 52 Einwohner. 

## Lage
Pozos de Hinojo liegt etwa 60 Kilometer westlich von Salamanca in einer Höhe von ca. 735 m.
Das Klima ist mäßig. Es fällt Regen in einer mittleren Menge (ca. 600 mm/Jahr).

## Bevölkerungsentwicklung
| Jahr      | 1900 | 1950 | 1960 | 1970 | 1981 | 1991 | 2001 | 2011 | 2021 |
| Einwohner | 418  | 285  | 251  | 218  | 169  | 109  | 86   | 54   | 53   |

## Sehenswürdigkeiten
- Johanniskirche (Iglesia de San Juan Evangelista)

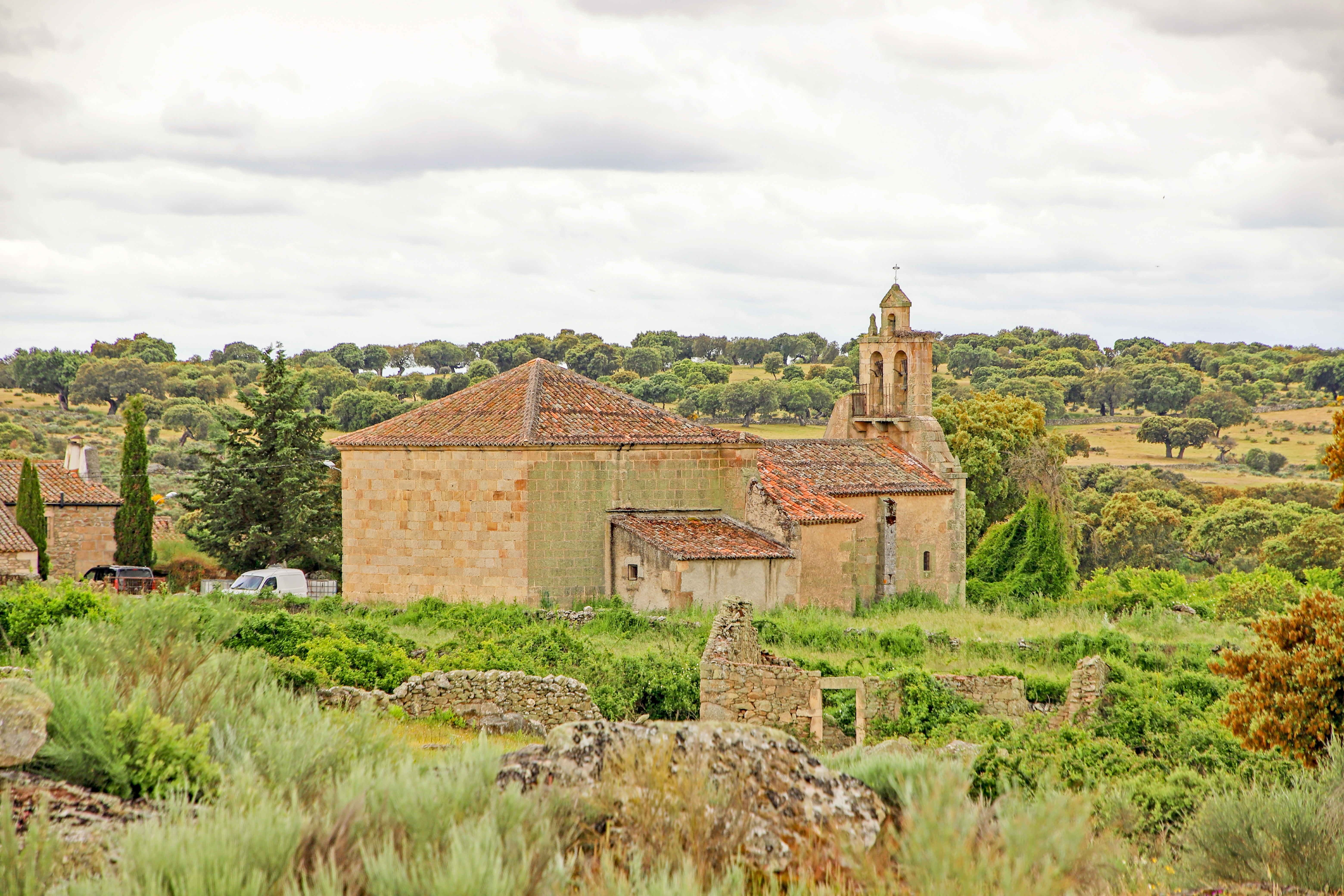
Johanniskirche
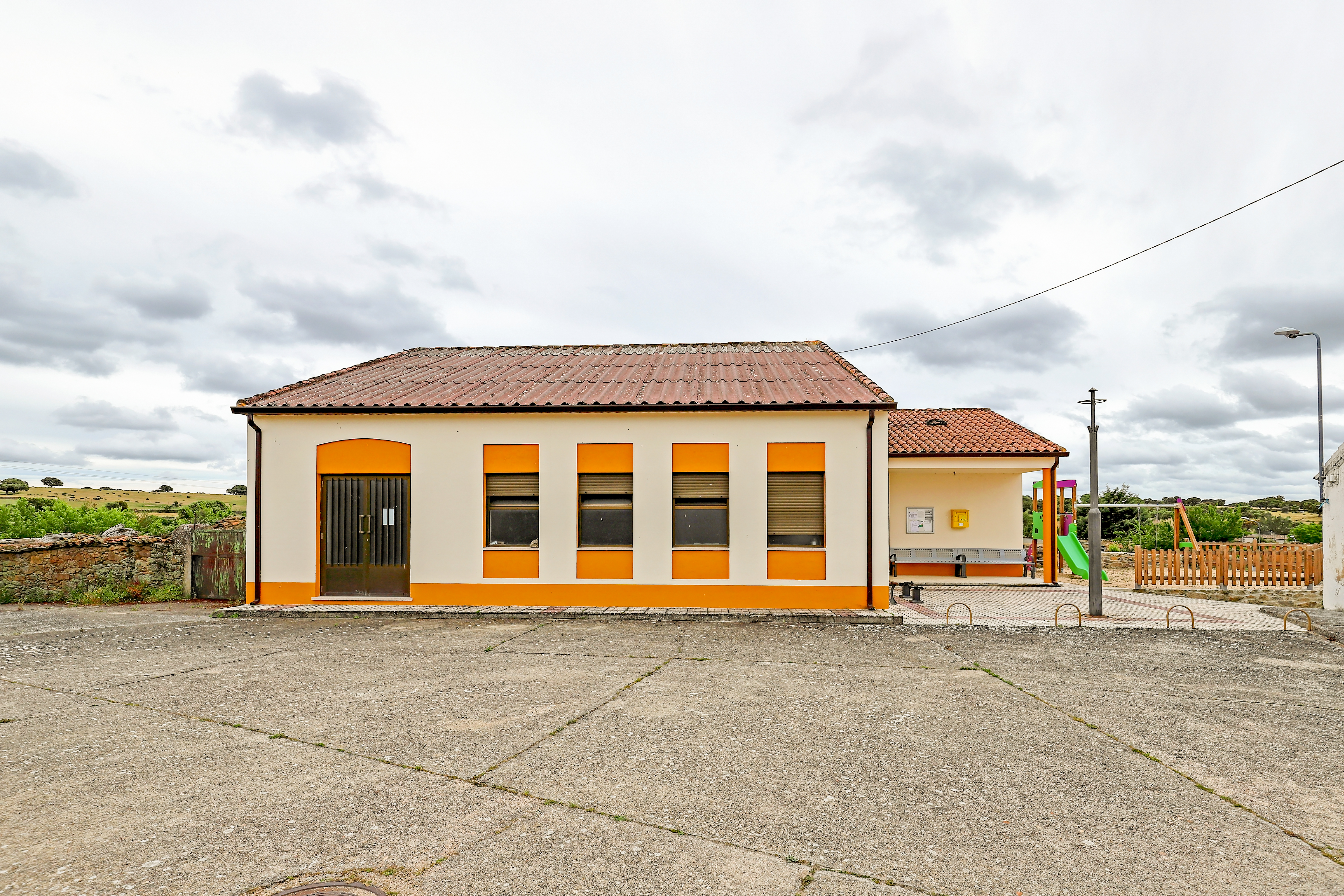
Rathaus